# Maria Innocentia Hummel
Berta Hummel (Massing, 21 mei 1909 - Bad Saulgau, 6 november 1946), ook bekend onder haar naam Zr. Maria Innocentia, was een Duitse kunstenares en franciscanes. Zij is vooral bekend geworden door de op haar kunstwerken (schilderkunst) gebaseerde keramiek die wij nu beter kennen als de Hummels of Hummeltjes.

## Haar vroege leven
Zij werd geboren in Massing in het Duitse Beieren als Berta Hummel, een van zes kinderen van Adolf en Victoria Hummel, woonachtig boven de wasserette van haar vader. Als kind toonde Berta al een zeker creatief talent en ontwikkelde zij een reputatie als dorpskunstenaar. Ze was een vrolijke meid die van het buitenleven en wintersport hield. Haar vader moedigde haar artistieke talenten aan en schreef haar op 12-jarige leeftijd in op een internaat van de zusters van Loreto in Simbach am Inn, op ongeveer 30 kilometer van huis. Berta bleef zich artistiek ontwikkelen en na haar afstuderen in 1927 schreef ze zich in aan de prestigieuze Academie van Toegepaste Kunsten in München waar haar vaardigheden zich ontwikkelden.
Hummel was een vrome katholieke vrouw. In plaats van de standaard studentenwoningen koos ze ervoor om in een katholieke residentie te wonen, gerund door religieuze zusters. Terwijl ze daar woonde sloot ze vriendschap met twee leden van de congregatie van franciscaanse zusters van Sießen in Bad Saulgau die ook aan de academie studeerden. De religieuze congregatie richt zich op het lesgeven en legt veel nadruk op de rol van de kunst in het onderwijs. Nadat Hummel in 1931 afstudeerde met de hoogste lof koos ze ervoor om een religieuze roeping te volgen die ze al geruime tijd had gevoeld. In april 1931 werd zij als postulant/eerstejaars toegelaten. Eind mei bezocht zij voor het laatst haar ouderlijk huis, waar ze twee weken met hen doorbracht. Op 22 augustus werd ze toegelaten als novice en nam de religieuze naam van zuster Maria Innocentia aan.

### Non en kunstenaar

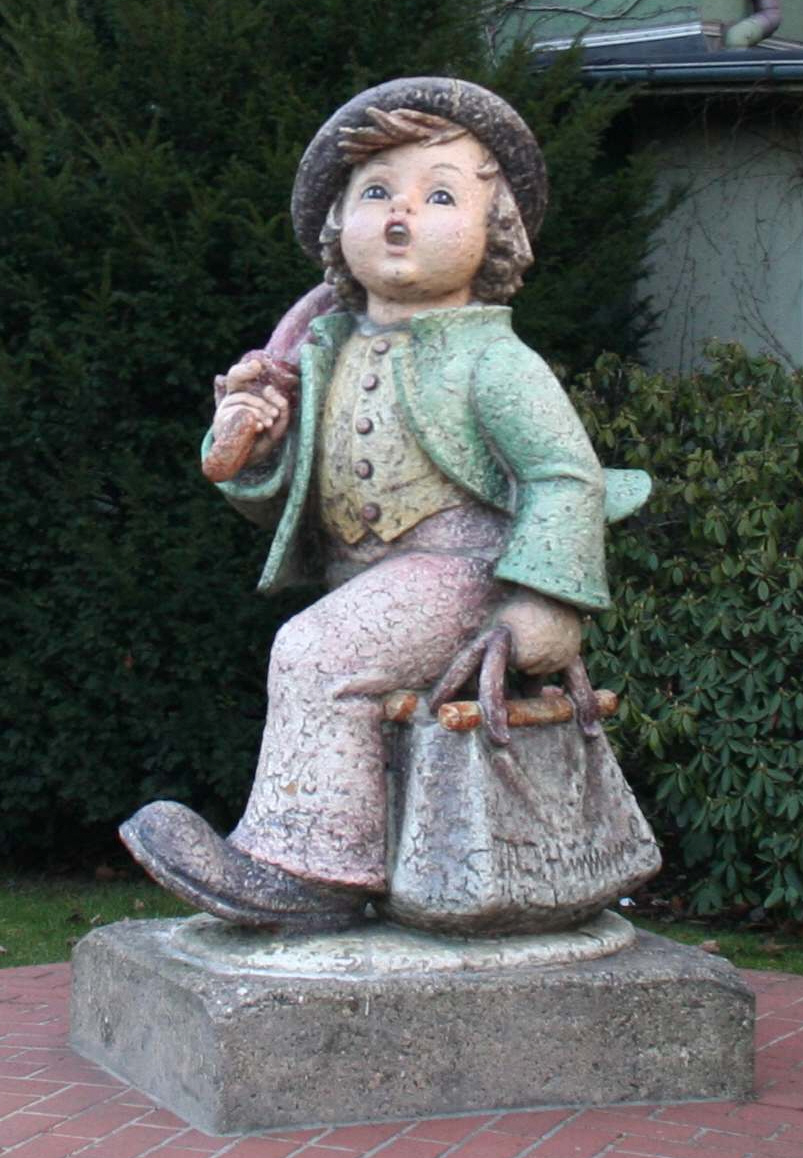
Porseleinfabriek Goebel (Hummelfiguur bij de ingang van het bedrijf)

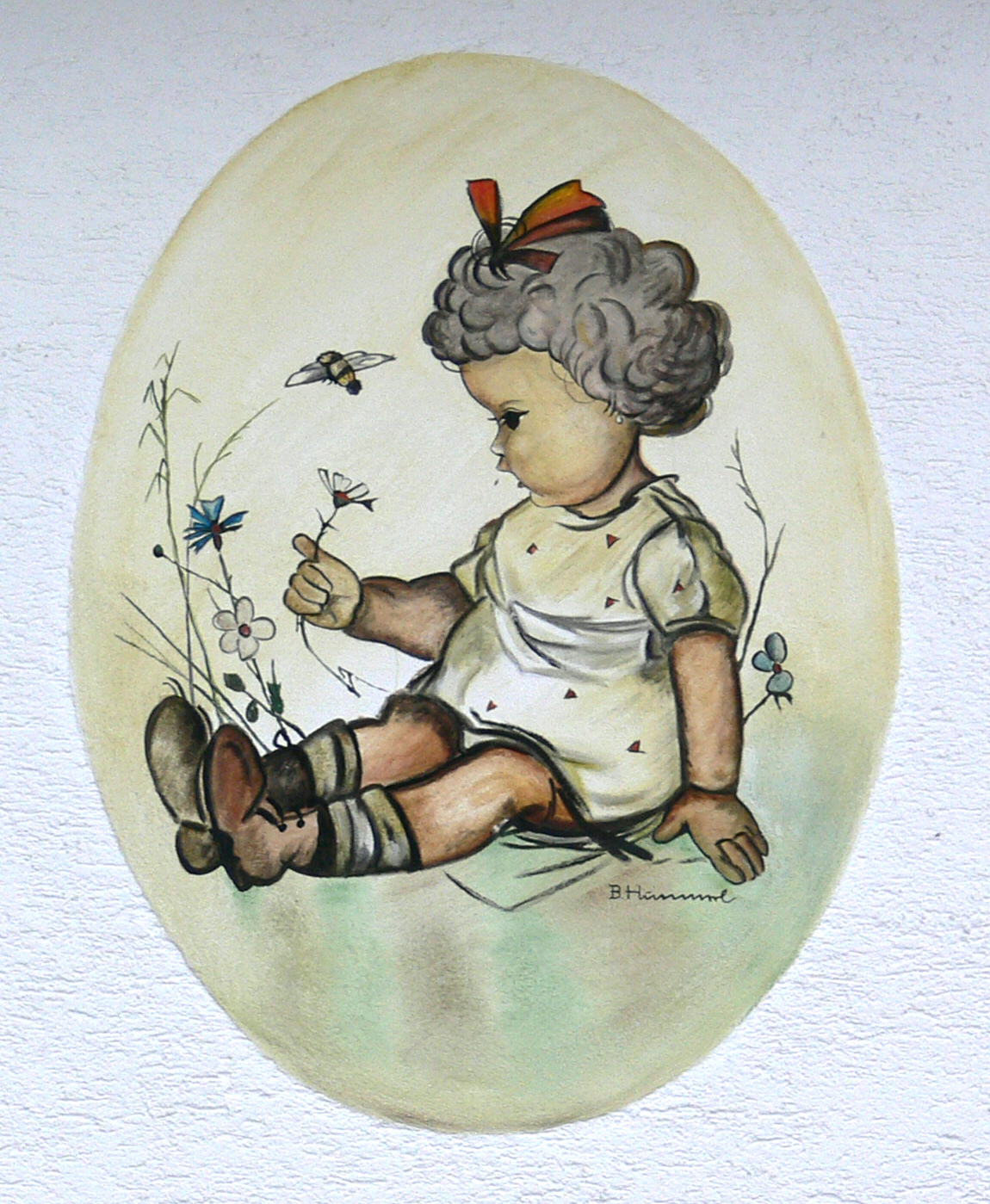
Voorbeeld van de stijl die Maria Innocentia Hummel bekend maakte

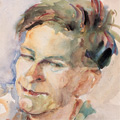
Een aquarel portret van de hand van Berta (Maria Innocentia)

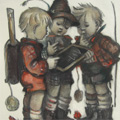
Rekenprobleem (oorspronkelijke titel: Rechenproblem)

Na het voltooien van haar eerste jaar als novice kreeg Maria de opdracht om kunstlessen te verzorgen in een nabijgelegen school die tot het klooster behoorde. Hoewel haar dagen bezet waren met lesgeven besteedde zij haar vrije tijd aan het schilderen van kinderfoto's. De zusters waren onder de indruk van haar kunst en stuurden kopieën naar Emil Fink Verlag, een uitgeverij in Stuttgart die zich specialiseerde in religieuze kunst, waar Maria met tegenzin mee instemde. Het bedrijf besloot om kopieën van de werken in briefkaartvorm (ook wel ansichtkaart) in de markt te zetten. Deze kaarten waren populair aan het begin van de 20e eeuw. In 1934 publiceerde het bedrijf ook een verzameling van haar tekeningen getiteld Das Hummel-Buch met poëtische tekst van Margarete Seemann.
Kort daarna was Franz Goebel, de eigenaar van een porseleinbedrijf, op zoek naar een nieuwe lijn van kunstwerken en hij zag enkele van deze ansichtkaarten in een winkel in München. Maria was het ermee eens, vooral omdat dit veel werk voor de arbeiders met zich mee bracht. Het klooster verleende hem het exclusieve recht om beeldjes te maken op basis van haar kunst. De belangstelling voor de beeldjes nam toe nadat ze in 1935 werden tentoongesteld op de (grote internationale) handelsbeurs van Leipzig. Een decennium later zouden de beeldjes populair worden in de Verenigde Staten omdat de Amerikaanse soldaten deze mee naar huis namen.
In 1937 hebben de gebeurtenissen in het leven van Hummel haar toekomst drastisch gewijzigd. 
- Op 30 augustus deed zij voor het laatst haar werk als vast lid van de congregatie.
- Daarnaast had ze een schilderij uitgebracht getiteld "De vrijwilligen", dat zeker niet in de smaak viel bij Adolf Hitler, die de kunst aanviel, en de afbeelding van Duitse kinderen met "waterhoofdjes" afkeurde. Hoewel de nazi-autoriteiten Maria toestemming gaven om te werken, verbood ze de distributie van haar kunst in Duitsland. Het nazi-tijdschrift Der SA-Mann (de uitgave van 23 maart 1937), schreef over haar werk:

Er is geen plaats in de gelederen van Duitse kunstenaars voor mensen zoals zij. Nee, het geliefde vaderland kan niet kalm blijven als de jeugd van Duitsland wordt afgeschilderd als hersenloze mietjes.
Markant: Hummel tekende ook schetsen met de Davidster, een gevaarlijk thema in die tijd. Ze portretteerde engelen in gewaden bedekt met licht scheve zespuntige sterren. Ze ontwierp ook een reeks symbolen uit het Oude en Nieuwe Testament voor de kloosterkapel in 1938-1939. Ze symboliseerde het kruispunt van de twee Testamenten door een kruis te ontwerpen met een menorah ervoor.

## Lijden en dood in oorlogs- en vredestijd
Toen de Tweede Wereldoorlog uitbrak, werden de zusters niet gespaard van vervolging. In 1940 sloot de nazi-regering alle religieuze scholen, waaronder die van Sießen. Later dat jaar nam het nazi-bewind het klooster zelf in beslag, waardoor het grootste deel van de gemeenschap moest vertrekken. Uit een gemeenschap van zo'n 250 zusters mochten 40 zusters blijven. Zij kregen een klein deel van het klooster toegewezen, zonder verwarming en zonder enige middelen om zichzelf te onderhouden. Maria keerde op dat moment terug naar haar familie. Na drie maanden miste zij het gemeenschapsleven zo dat ze vroeg om terug te mogen keren. De overste, moeder Augustinus, stond haar toe dat te doen.
Maria kreeg een kleine cel die zowel als slaapruimte als studio diende. De nazi's namen de helft van het geld dat door haar werk werd gegenereerd, maar wat overbleef was de belangrijkste bron van inkomsten van de zusters aldaar. Niettemin was voedsel schaars en de kou was intens. Moeder Augustinus schreef later over die periode: "Wat wij hebben geleden was onbeschrijfelijk". Het conflict veroorzaakt door deze omstandigheden beïnvloedde de grondhouding van Maria. Haar lijden tijdens deze periode was de aanleiding tot het meest persoonlijke kunstwerk van haar kloosterjaren, een reeks werken die diep uitdrukking geven aan haar artistieke individualiteit.
Maria werd in 1944 gediagnosticeerd met tuberculose en werd tweemaal naar een sanatorium in Isny im Allgäu gestuurd. Ze keerde terug naar het klooster na vijf maanden, net voordat de regio werd bevrijd door de Vrije Franse strijdkrachten. Ze herstelde niet en stierf op 6 november 1946, 37 jaar oud. Ze werd begraven op de begraafplaats van het klooster.

## Nalatenschap
Goebel, zijn team van kunstenaars en een raad van zusters van het klooster droegen haar erfenis voort. De productie was in zijn geheel op haar kunstwerk gebaseerd. Goebel heeft de productie in oktober 2008 beëindigd.
Haar zuster, Centa Hummel, vestigde het Berta Hummel-museum in het ouderlijk huis in Massing. Centa stierf september 2011, net voor haar 100ste verjaardag. Het management van het museum ging over op haar zoon.
- Bibliothèque nationale de France: cb146194545 (data)
- Gemeinsame Normdatei: 118819801
- International Standard Name Identifier: 0000 0000 8110 0898
- KulturNav: cbc96dea-83f3-456a-a0ff-7a722bb13f18
- Library of Congress Control Number: n84198700
- Nationale Bibliotheek van Israël: 987007424625805171
- Nederlandse Thesaurus van Auteursnamen: 071726004
- RKD-Nederlands Instituut voor Kunstgeschiedenis: 292178
- Système universitaire de documentation: 074310097
- Virtual International Authority File: 30333619
- WorldCat: E39PBJkXpqdyFhgMWRjfqwrTHC